# Rhipidogyrina
Sous-ordre
Les Rhipidogyrina sont un sous-ordre éteint de coraux durs de l'ordre des Scleractinia. Les différentes espèces se retrouvent dans des terrains allant du Jurassique à l'Oligocène avec une répartition mondiale.

## Liste des familles
Selon Paleobiology Database (4 septembre 2020) :
- † famille Placophylliidae Eliasova, 1990
- † famille Rhipidogyridae Koby, 1905
- † famille Trochoidomeandridae Turnsek, 1981